# Vjatjeslav Voronin
Vjatjeslav Nikolajevitj Voronin (ryska: Вячеслав Николаевич Воронин), född 5 april 1974 i Ordzjonikidze i Ryska SFSR, Sovjetunionen (nu Vladikavkaz i Nordossetien-Alanien, Ryssland), är en rysk friidrottare som tävlar i höjdhopp.
Voronins genombrott kom under 1999 då han blev silvermedaljör vid inomhus-VM efter Kubas Javier Sotomayor. Senare samma år blev han världsmästare i Sevilla i Spanien. Han vann också inomhus-EM 2000. Sin andra VM-medalj utomhus tog han 2001 i Edmonton då han blev silvermedaljör efter Tysklands Martin Buss. Han deltog även vid Olympiska sommarspelen 2004 i Aten där han slutade på en nionde plats efter att ha klarat bara 2,29. Vidare deltog han vid VM i Helsingfors då har slutade åtta återigen med höjden 2,29. Vid Olympiska sommarspelen 2008 blev han utslagen redan i kvalet. 
Voronin är en av få höjdhoppare som på senare år klarat höjden 2,4 som också är hans personliga rekord.